# 진주 검암리 운수당

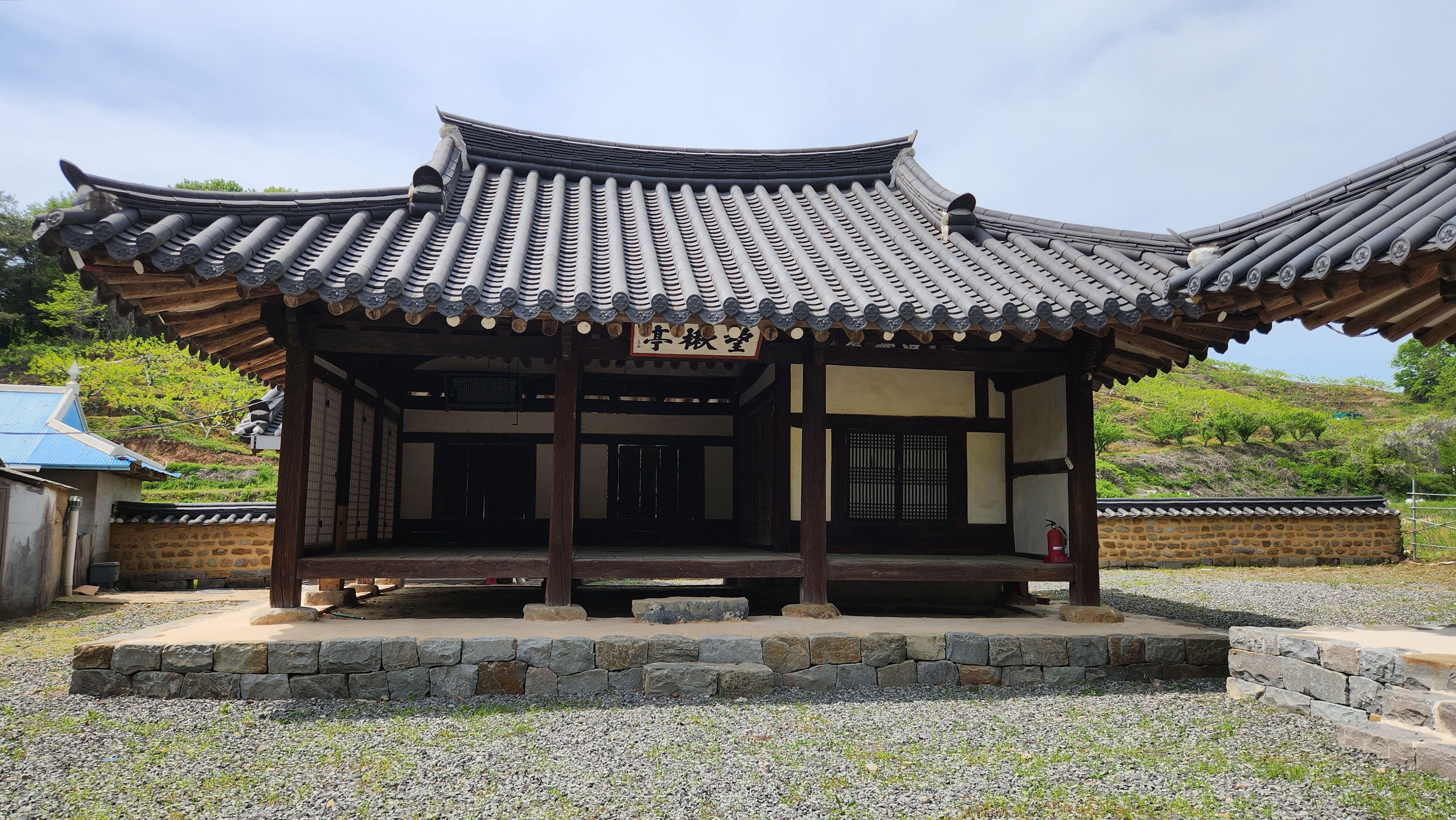
망추정

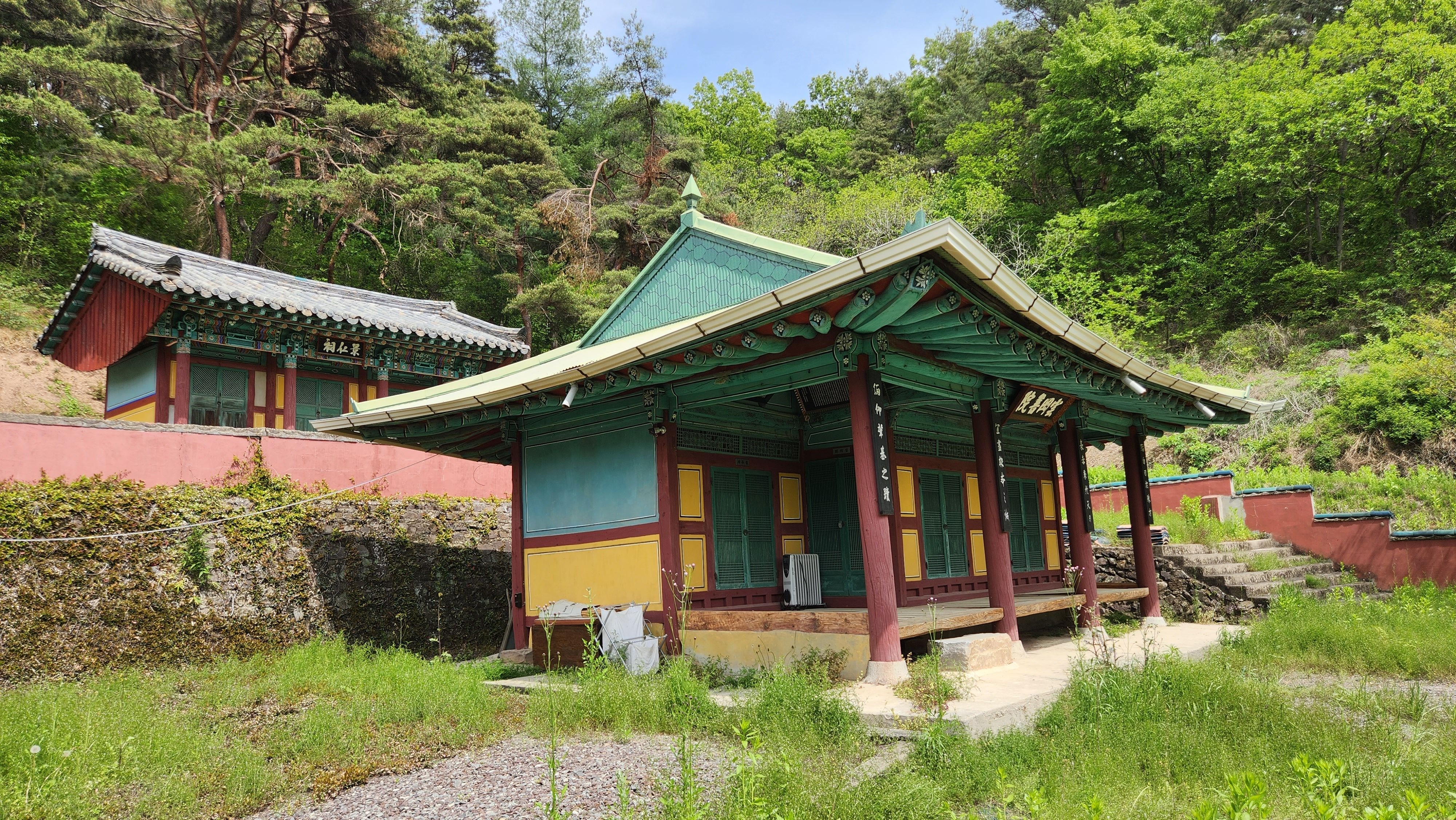
운강서원

진주 검암리 운수당(晋州 儉岩里 雲水堂)은 대한민국 경상남도 진주시 금곡면에 있는 일제강점기의 건축물이다. 2006년 7월 20일 경상남도의 문화재자료 제401호로 지정되었다.

## 개요
운수당 하윤 선생 위패를 모신 재실로 세워졌으나 근래 담장의 우측으로 사당인 경인사를 짓고 위패는 사당에 모시고 있다. 운수당은 남북방향의 길이가 약간 더 긴 직사각형의 대지에, 대지의 우측으로 약간 벗어나서 운수당과 대문채를 마주보게 배치하고 두 건물 사이의 좌측에 운수당과 직각되도록 망추정을 앉혔다.
운수당은 정면 3칸, 측면 2칸의 건물로 3칸 모두 방을 들이고 있는데, 좌, 우 협칸은 방 1칸, 마루 1칸으로 구성한데 비하여 어칸은 방을 1칸 반으로 하고 반칸만 마루로 쓰도록 시설하여 가운데 방이 반 칸 돌출된 형상이다.
좌측방과 가운데 방은 배면 쪽으로 1/4칸 정도 확장하였다. 기단면은 시멘트를 발라놓아 정확히 알 수 없으나 높이로 볼 때 자연석은 4～5단 정도 쌓아 조성한 것으로 보이며 기단전면에는 정면 3칸 모두에 2단씩의 계단을 두었다. 초석은 정면에만 다듬은 돌을 놓고 기둥을 세웠는데 기둥은 정면에만 원기둥을 사용하였다.
3개의 방에 모두 반자를 하였으므로 상부가구의 형식은 알 수 없으나 지붕의 형태가 합각이고 측면이 2칸으로 긴 것을 고려하면 5량으로 가구한 것으로 생각된다.
특별한 장식은 없으나 상, 중, 하 인방이 여러 위치에서 사용되었다. 홑처마에 팔작지붕형식인데 처마의 앙곡은 크지 않으나 기와의 마루곡들은 크게 두어 지붕의 곡선은 보기 좋다.

## 같이 보기
- 하윤 (1452년)

## 참고 자료
- 진주검암리운수당 - 국가유산청 국가유산포털